# N-(4-metoxifenil)-acetamida
N-(4-metoxifenil)-acetamida é o composto orgânico de fórmula C9H11NO2 e massa molecular 165,19. É também chamada de metacetina, acetanisida, 4-acetanisida, p-acetanisida, para-acetanisida, 4-acetanisidida, p-acetanisidida, 4-acetanisidina ou p-acetanisidina. Apresenta ponto de fusão 128-130 °C e solubilidade em água de 0,42 g/100 mL (a 20 ºC). É classificada com o número CAS 51-66-1, MOL File 51-66-1.mol e CB6310310.